# Gliomastix chartarum
Gliomastix chartarum är en svampart som först beskrevs av August Karl Joseph Corda, och fick sitt nu gällande namn av Guég. 1905. Gliomastix chartarum ingår i släktet Gliomastix, ordningen köttkärnsvampar, klassen Sordariomycetes, divisionen sporsäcksvampar och riket svampar.   Inga underarter finns listade i Catalogue of Life.